# Mastigostyla major
Mastigostyla major är en irisväxtart som beskrevs av Pierfelice Ravenna. Mastigostyla major ingår i släktet Mastigostyla och familjen irisväxter. Inga underarter finns listade i Catalogue of Life.